# Missão sui iuris das Ilhas Caimã
A Missão sui iuris das Ilhas Cayman (em latim: Missio sui iuris Insularum Caimanensium) é uma missão sui iuris da Igreja Católica no Caribe. A missão compreende a totalidade da dependência britânica das Ilhas Cayman e consiste em cinco paróquias, incluindo Santo Inácio em George Town, a Igreja de Cristo Redentor em West Bay e a Igreja Stella Maris em Cayman Brac. A missão independente não é excepcionalmente isenta (depende diretamente da Santa Sé), mas é sufragânea na província eclesiástica da Arquidiocese de Kingston, na Jamaica, e membro da Conferência Episcopal das Antilhas, enquanto mantida em união pessoal com a Sé Metropolitana de Detroit (Michigan, EUA).

## História
A missão foi eregida em 14 de julho de 2000 em território separado da Arquidiocese de Kingston, na Jamaica, sua metrópole.

## Líderes
- Cardeal Adam Joseph Maida (2000-2009)
- Allen Henry Vigneron (2009-2025)
- Edward Joseph Weisenburger (2025-)

## Relação com Detroit
Em novembro de 2000, foi atribuída a responsabilidade pastoral desta Missão à Arquidiocese de Detroit, para a Igreja Católica das Ilhas Caimã, que está sediada na paróquia de Santo Inácio em George Town e a igreja do Cristo Redentor, em West Bay a Missão e a Arquidiocese estão relacionadas à pessoa do Arcebispo Ordinário da Missão, Vigneron, que é o atual arcebispo de Detroit.